# Maghan III
Maghan III, död 1400, var en afrikansk härskare. Han var mansa, monark, i Maliriket mellan cirka 1390 och 1400.